# Poemas (álbum)
Poemas é o oitavo álbum de estúdio da cantora brasileira Shirley Carvalhaes, lançado no ano de 1984 pela gravadora Rocha Eterna.
Um disco a frente do seu tempo em termos de som e orquestração para discos evangélicos da época. Traz como destaques as faixas, "Estou Contigo" uma das mais marcantes e conhecidas canções da Shirley cantada até hoje, "A Chave da Vitória" de estilo canto congregacional, "Olha Pra Mim" um bolero, e a faixa-título "Poemas" uma guarânia onde o destaque principal é a letra. Posteriormente foi relançado pela gravadora Rio Music, e posteriormente intitulado "Estou Contigo" pela gravadora Glory Records.
Em 2019, foi eleito o 86º melhor álbum da década de 1980 em lista publicada pelo portal Super Gospel.

## Faixas
1. Estou Contigo (Daniel Souza)
2. Todos Pecaram (José Damasco)
3. Jesus Me Amou (Márcio Eduardo)
4. Meu Canto (Paulo Silva)
5. Sangue (Atila Junior)
6. A Chave da Vitória (Paulo Silva)
7. Nome Sem Igual (Francisco da Graça)
8. Olha Pra Mim (Márcio Eduardo)
9. Verei Jesus (Misael Nascimento)
10. Poemas (Mário Fernando)
11. Senhor Tu Estás Comigo (Jessé de Santana e Débora de Santana Carvalho)

## Ficha Técnica
- Sax e Flauta: Gersão
- Bateria: Humberto
- Violões: Flavio
- Viola: Glauco Akira
- Baixo: Ronaldo
- Guitarras: Flavio
- Teclados: Alírio Mizael
- Vocalistas: Naide, Nilza, Vera, Paulinho, Faúde
- Violinos: Altamira, Helena, Alexandre
- Arranjo: Alírio Mizael
- Técnicos: Roberto, Ricardo e Castor
- Studio Dimensão 5 - 16 canais
- Foto: Sebastião Barbosa
- Arte: Studio de Arte Mester Ltda
- Fotolito: Mastercolor
- Direção Geral: Eli de Almeida - Gravadora Rocha Eterna